# Alemanha nos Jogos Olímpicos de Inverno da Juventude de 2016
A Alemanha participará dos Jogos Olímpicos de Inverno da Juventude de 2016, a serem realizados em Lillehammer, na Noruega. A delegação alemã contará com um total de 42 atletas em quatorze esportes. O único esporte sem representantes do país será o curling.

## Biatlo

### Feminino
Juliane Frühwirt

Franziska Pfnür

### Masculino
Simon Groß

Danilo Riethmüller

## Bobsleigh

### Feminino
Vivian Bierbaum

Laura Nolte

### Masculino
Jonas Jannusch

## Combinado Nórdico

### Masculino
Tim Kopp

## Esqui Alpino

### Feminino
Katrin Hirtl-Stanggassinger

Lucia Rispler

### Masculino
Anton Grammel

Jonas Stockinger

## Esqui cross-country

### Feminino
Anna-Maria Dietze

Celine Mayer

### Masculino
Chris Ole Sauerbrey

Philipp Unger

## Esqui estilo livre

### Ski Cross

#### Feminino
Celia Funkler

#### Masculino
Cornel Renn

### Slopestyle

#### Feminino
Anna-Maria Wocher

#### Masculino
Moritz Neuhauser

## Hóquei no Gelo

### Desafio de Habilidades

#### Feminino
Tabea Botthof

#### Masculino
Erik Betzold

## Luge

### Feminino
Tina Müller

Jessica Tiebel

### Masculino
Paul Gubitz

Paul-Lukas Heider

Hannes Orlamünder

## Patinação artística

### Individual Feminino
Annika Hocke

### Dança no Gelo
Charise Matthaei

Maximilian Pfisterer

## Patinação de velocidade

### Feminino
Pia-Leonie Kirsakal

Lea Scholz

### Masculino
Ole Jeske

Lukas Mann

## Patinação de velocidade em pista curta

### Feminino
Anna Seidel

### Masculino
Moritz Kreuseler

## Saltos de Esqui

### Feminino
Agnes Reisch

### Masculino
Jonathan Siegel

## Skeleton

### Feminino
Hannah Neise

### Masculino
Florian Heinrich

Robin Schneider

## Snowboard

### Snowboard Cross

#### Feminino
Jana Fischer

#### Masculino
Sebastian Pietrzykowski

### Halfpipe

#### Masculino
Christoph Lechner